# Любино (Болгария)
Любино (болг. Любино) — село в Болгарии. Находится в Кырджалийской области, входит в общину Ардино. Население составляет 24 человека.

## Политическая ситуация
В местном кметстве Любино, в состав которого входит Любино, должность кмета (старосты) исполняет Сыдкы Мехмед Ахмед (Движение за права и свободы (ДПС)) по результатам выборов.
Кмет (мэр) общины Ардино — Ресми Мехмед Мурад (Движение за права и свободы (ДПС)) по результатам выборов в правление общины.